# I p' me, tu p' te
I p' me, tu p' te è un singolo del rapper italiano Geolier, pubblicato il 7 febbraio 2024 come primo estratto dal terzo album in studio Dio lo sa.
Il brano è stato presentato in gara durante la 74ª edizione del Festival di Sanremo, dove si è classificato al secondo posto al termine della kermesse musicale.

## Descrizione
Il brano è stato scritto appositamente per presentarlo al Festival di Sanremo. Gli autori sono lo stesso Geolier insieme a Paolo Antonacci e Davide Simonetta, il quale ne è anche il produttore insieme a Dat Boi Dee, Poison Beatz, Francesco D'Alessio e Michelangelo.
Il testo, cantato in napoletano, parla di una coppia che, nonostante si ami ancora, ha capito che è arrivato il momento di porre fine alla loro storia d'amore, siccome essa appare travagliata sin dall'inizio.
Riguardo alla genesi e al significato della canzone, il rapper ha affermato:
Musicalmente si tratta di un brano uptempo contraddistinto dall'uso della cassa dritta. Esso è composto con un tempo moderato di 118 battiti per minuto e in tonalità di La minore.

## Promozione
Il 3 aprile 2024 il rapper è stato ospite del concerto del gruppo musicale The Kolors al Forum di Milano e ha cantato insieme al gruppo una versione del brano rivisitata in chiave funk.
Nello stesso anno ha poi partecipato al Concerto del Primo Maggio, dove si è esibito con I p' me, tu p' te oltre che con Money e Come vuoi. Il 15 dello stesso mese i tre brani sono stati riproposti a Radio Italia Live - Il concerto, accompagnati dall'esibizione di Personale con Mahmood. Il 28 giugno è stata la volta del TIM Summer Hits, dove nella prima puntata ha cantato la canzone insieme a Nu parl, nu sent, nu vec e Si stat tu. Esso è stato ancora proposto durante la prima, la terza e l'ultima puntata di Battiti Live. Il 13 settembre dello stesso anno, infine, è stato cantato in occasione dei TIM Music Awards.
Il brano è stato inoltre scelto per la colonna sonora del videogioco EA Sports FC 25.

## Accoglienza
Il brano ha ottenuto recensioni generalmente positive da parte della critica musicale.
Andrea Laffranchi del Corriere della Sera vota il brano con un punteggio di 7,5 su 10, scrivendo che racconta "una storia d'amore avvolta in un'atmosfera da viaggio notturno in autostrada". Mattia Marzi de Il Messaggero assegna al singolo una votazione di 8 su 10, paragonandolo alle canzoni di Liberato per la ritmica elettronica. Successivamente, durante le prove, il giornalista vota l'esibizione con una sufficienza, scrivendo che manca qualcosa. Anche Chiara Ortolini per Vanity Fair Italia assegna al brano una «salomonica sufficienza», aspettando di vederne l'esibizione dal vivo.
Fausto Pellegrini descrive il brano come un "neomelodico in salsa trap", aggiungendo inoltre che riguarda la vita di quartiere e l'ascesa al successo. Anche Patrizio Ruviglioni di Esquire vede la canzone contaminata dalla musica neomelodica e da quella elettronica, con "una coda quasi house"; mentre Francesco Gatti rivede nell'arrangiamento, oltre al neomelodico, l'urban e la techno.
Meno entusiasta la recensione di Francesco Prisco de Il Sole 24 Ore, che, assegnando un punteggio di 5- su 10, paragona il brano a Most Likely You Go Your Way (And I'll Go Mine) di Bob Dylan.

## Video musicale
Il video musicale, diretto da Davide Vicari, è stato pubblicato in concomitanza all'uscita del singolo attraverso canale YouTube del rapper e vede come protagonisti gli attori Artem e Maria Esposito, noti per aver recitato nella serie televisiva Mare fuori. Esso mostra quello che succede quando in una relazione manca il rispetto e si rischia di cadere in abitudini e azioni sbagliate, in contrasto col brano in sottofondo che ha il messaggio opposto.

## Tracce
Testi di Paolo Antonacci, Emanuele Palumbo, Davide Simonetta, musiche di Francesco D'Alessio, Gennaro Petito, Davide Simonetta, Davide Totaro e Michele Zocca.
1. I p' me, tu p' te – 3:07

## Formazione
- Geolier – voce
- Michelangelo – tastiere, programmazione ritmica
- Kekko D'Alessio – archi
- Davide Totaro – archi

## Successo commerciale
In seguito alla sua pubblicazione, I p' me, tu p' te si è posizionato in vetta alla classifica giornaliera dei brani più ascoltati in territorio italiano su Spotify, accumulando 2,33 milioni di riproduzioni, e su Apple Music. Nella settimana tra il 2 e l'8 febbraio, con soli due giorni di tracciamento, è stato il brano più riprodotto su Spotify con 4 108 882 ascolti.
Anche su YouTube il video musicale è stato il più visto dell'edizione sanremese nelle prime 24 ore, venendo riprodotto 1,3 milioni di volte e raggiungendo il primo posto nelle tendenze dei video musicali in Italia e il ventisettesimo in quelle globali.
Globalmente su Spotify il brano è stato il terzo miglior debutto, Stati Uniti d'America esclusi, nel periodo compreso tra il 9 e l'11 febbraio. Esso ha inoltre raggiunto il 40º posto della classifica giornaliera del servizio datata 12 febbraio.
Nella settimana del 24 febbraio 2024, il brano ha debuttato nelle classifiche Billboard Global 200 e Global 200 Excl. U.S., rispettivamente al 91º e al 33º posto. Secondo Luminate Data, nel periodo compreso tra il 7 e l'11 febbraio, ha accumulato 18,22 milioni di riproduzioni audio e video nei cinquanta maggiori mercati musicali.
Il 4 dicembre 2024 I p' me, tu p' te risulta il brano più riprodotto dell'anno su Spotify Italia.

## Classifiche

### Classifiche settimanali
| Classifica (2024) | Posizione massima |
| ----------------- | ----------------- |
| Italia            | 1                 |
| Svizzera          | 13                |

### Classifiche di fine anno
| Classifica (2024) | Posizione |
| ----------------- | --------- |
| Italia            | 3         |